# Dąbrowa (Kamień)
Dąbrowa – część wsi Kamień w Polsce, położona w województwie małopolskim, w powiecie krakowskim, w gminie Czernichów.
W latach 1975–1998 Dąbrowa administracyjnie należała do województwa krakowskiego.